# Гардендејл (Тексас)
Гардендејл (енгл. Gardendale) насељено је место без административног статуса у америчкој савезној држави Тексас.

## Демографија
По попису из 2010. године број становника је 1.574, што је 377 (31,5%) становника више него 2000. године.
| Група             | 2000.         | 2010.         |
| Белци             | 1.010 (84,4%) | 1.323 (84,1%) |
| Афроамериканци    | 6 (0,5%)      | 14 (0,9%)     |
| Азијати           | 3 (0,3%)      | 2 (0,1%)      |
| Хиспаноамериканци | 168 (14,0%)   | 221 (14,0%)   |
| Укупно            | 1.197         | 1.574         |